# Controrapina
Controrapina (The Rip Off) è un film d'azione del 1978 diretto da Antonio Margheriti.
Il film è stato distribuito in Italia soltanto a partire dal 1979.

## Trama
Chris, famoso scassinatore, ormai anziano, vive in un tranquillo ranch, quando Jeff, figlio di un suo amico morto, gli racconta che è in pericolo di vita, a causa di grosse scommesse. Il ragazzo lo convincerà a recarsi a New York per rubare dei diamanti in mano a contrabbandieri tedeschi, ma alla fine, dopo essersi scontrato con la banda, solo lui e un suo amico, Sam, riusciranno a salvarsi.